# Teodoro (prefeito augustal)
Teodoro (em latim: Theodorus) foi um oficial bizantino do século V ativo durante o segundo reinado do imperador Zenão (r. 475–491). Em 487, serviu como prefeito augustal do Egito. Acompanhou Cosme até Alexandria, onde entraram em 23 de março, para investigar as reclamações do monge Nefálio contra o patriarca Pedro III (r. 477–490). Pouco tempo depois, Teodoro foi acusado injustamente de roubo, demitido de seu ofício e multado. É capaz que seu sucessor foi Arsênio.